# Gyantsé
Le bourg de Gyantsé ((tibétain : རྒྱལ་རྩེ་, Wylie : rgyal rtse), aussi écrit Gyantse, Gyangtse, Gyangdzê ; chinois : 江孜镇 ; pinyin : jiāngzī zhèn ; litt. « Bourg de Gyantsé ») est une ville située dans le comté de Gyantsé, ville-préfecture de Shigatsé, dans la région autonome du Tibet.

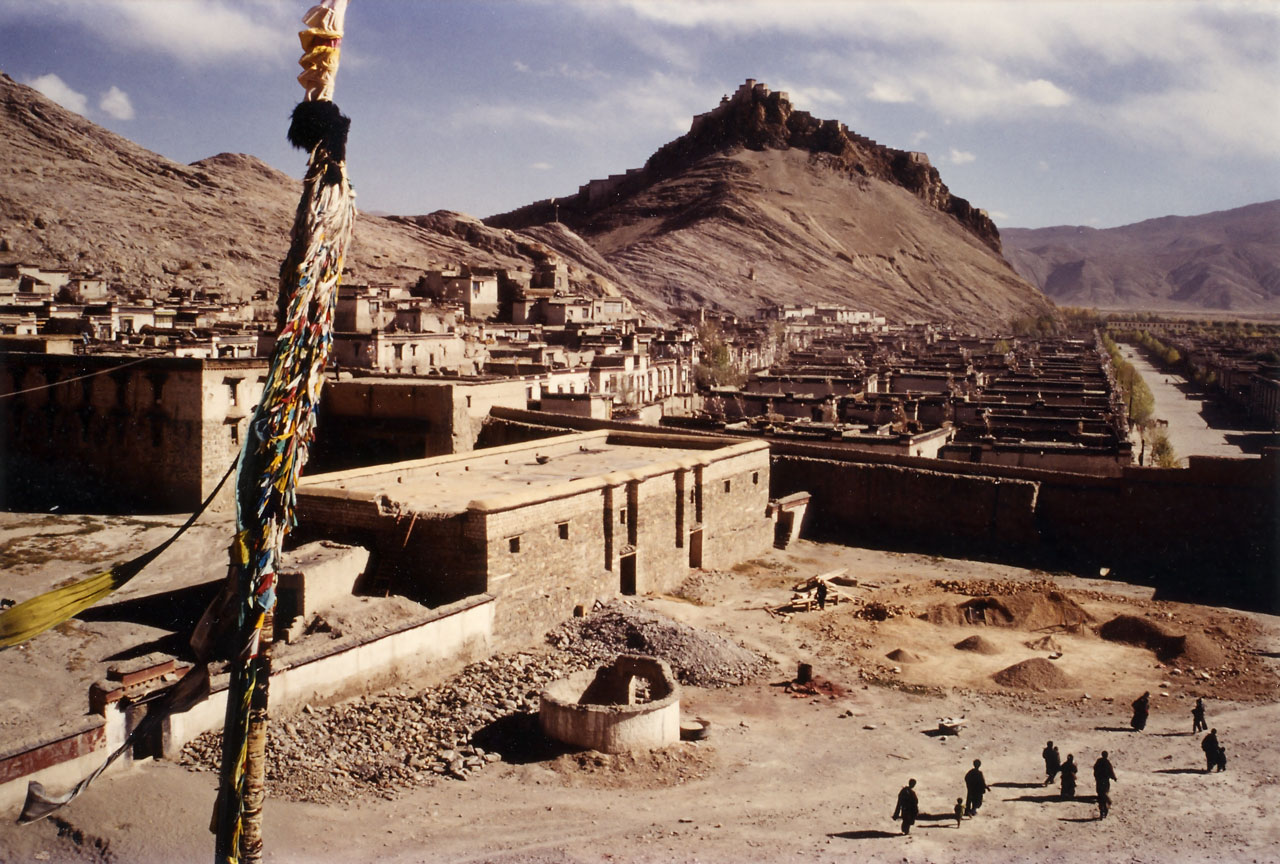
Gyantsé avec la forteresse ou dzong dans le fond (1994)

## Situation géographique
La ville est à 3 977 mètres d'altitude et à 254 km au sud-ouest de Lhassa, dans la vallée fertile de la Nyang Chu.

## Accès et configuration

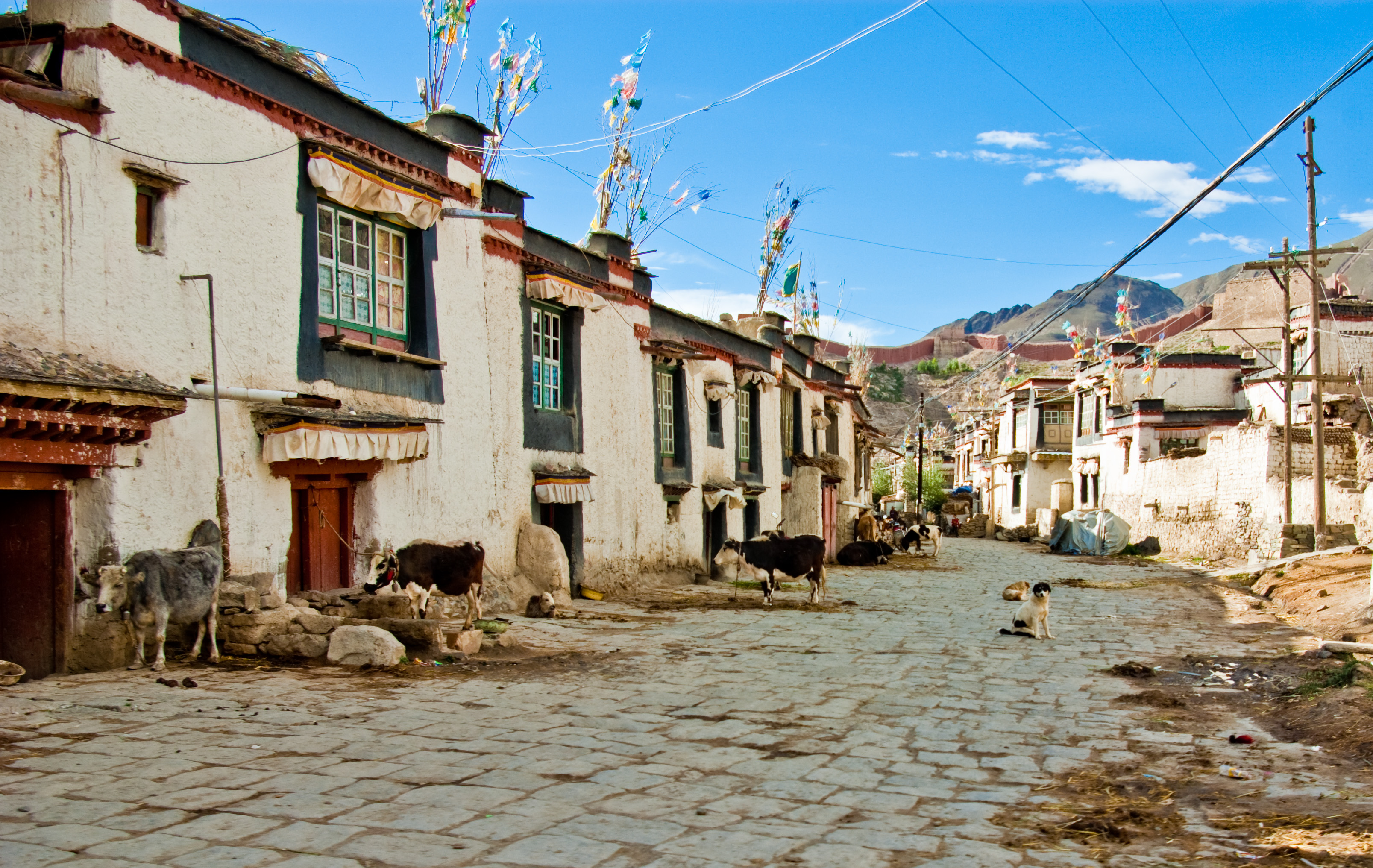
Une rue ancienne de la ville (2009)

La ville est située dans la vallée de rivière Nyang, un affluent du Yarlung Tsangpo (Brahmapoutre), au carrefour des anciennes routes commerciales de la vallée de Chumbi, de Yatung et du Sikkim. De Gyantsé, les routes mènent à Shigatsé, à 90 km au sud, et aussi du col de Karo La au Tibet central.
La construction en 1991 de la nouvelle route du Sud a préservé la vieille ville du développement urbain. Au nord et à l'ouest, de part et d'autre de la grand' rue menant au monastère, s'étend la vieille ville. Au sud et à l'est, point un quartier moderne.

## Population
Gyantsé fut autrefois la 3e plus grande ville du Tibet, après Lhassa et Shigatsé, avant d'être dépassée par Chamdo. Il y a maintenant au moins dix villes plus grandes.
Lors de ce que Hugh E. Richardson appelle « l'occupation par les troupes chinoises » en 1952, la population était d'environ 8 000 habitants.

## Histoire

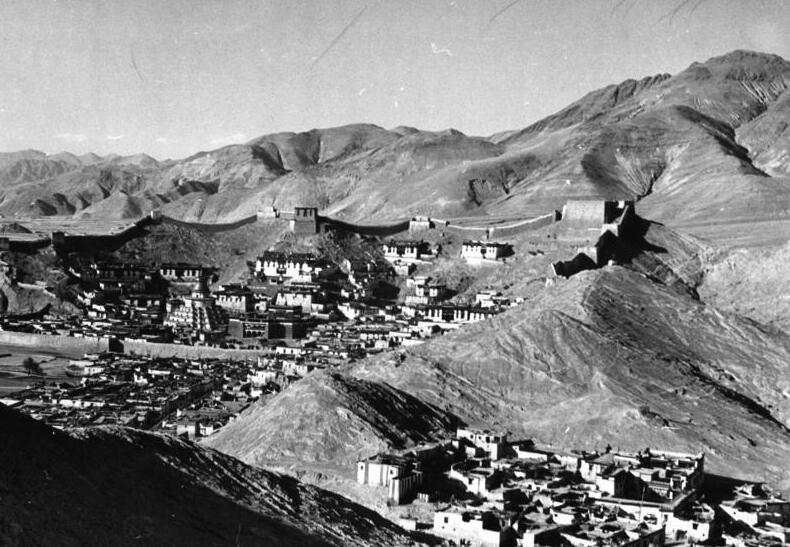
Le monastère, encore doté de tous ses bâtiments, derrière son enceinte (1938)

Aux XIVe et XVe siècles, Gyantsé devint un fief lié à l'école Sakyapa. Un dzong remplaça, vers 1365, un château édifié à l'époque des rois de Yarlung et qui englobait l'ensemble de la ville entre ses murailles. Un grand temple (tsglag khang) fut établi à proximité en 1390.
La ville amorça son déclin à partir de la fin du XVe siècle tout en restant un grand centre du commerce du bois et de la laine entre l'Inde et le Tibet.
La forteresse eut à subir les assauts des envahisseurs népalais.
L'explorateur et médecin anglais Thomas Manning, séjournant à Gyantsé en 1811, décrit la ville comme étant pour moitié sur une colline et pour l'autre au pied de cette colline, ajoutant que les jolies maisons de pierre blanche que l'on voit de loin se muent, vues de près, en murs d'un blanc sale.
La ville est surnommée la « ville héroïque » car en 1904, 500 soldats tibétains tinrent la forteresse plusieurs jours durant avant d'être défaits par les forces britanniques lors de l’invasion par l'armée de l'Inde britannique menée par Younghusband.
À la suite de la signature du traité inégal de la convention entre la Grande-Bretagne et le Tibet en 1904 (amendé par le traité de Pékin de 1906), Gyantsé devint, avec Yatung et Gartok, un des trois comptoirs britanniques du Tibet. Jusqu'en 1947, un agent commercial britannique (trade agent) y résida sous la supervision de l'agent politique britannique au Sikkim. Une garnison britannique y stationna également, ainsi qu'une école militaire ouverte par la Grande-Bretagne pour former les officiers tibétains,. Le 13e dalaï-lama y envoya des troupes pour qu'elles s'y familiarisent avec les méthodes anglaises. Les Britanniques ouvrirent aussi un dispensaire.
En 1923, le 13e dalaï-lama y établit la première école anglaise mais elle dut fermer en 1926 en raison, selon Jérôme Edou et René Vernadet, de l'opposition des monastères, ou, selon Yangdon Dhondup, des factions conservatrices du clergé.
L'exploratrice Léa Lafugie rapporte avoir croisé, dans la ville dans les années 1930, des prisonniers aux chevilles passées dans de lourdes barres de fer qui les obligeaient à marcher les jambes écartées. Lâchés à l'aube et repris au crépuscule, ils mendiaient leur nourriture, l'administration pénitentiaire n'y pourvoyant pas.
En 1954, la ville fut gravement affectée par des inondations.
Après le soulèvement tibétain de 1959, les industries locales furent démantelées et des artisans fuirent tandis que les autres furent placés en camp de travaux forcés. Environ 400 moines et laïcs furent emprisonnés dans le monastère.
Pendant la révolution culturelle la forteresse, le monastère et le Kumbum furent mis à sac, les objets précieux étant détruits ou envoyés dans l'est du pays, toutefois, le chorten fut épargné.

## Économie
Gyantsé était autrefois célèbre pour ses tapis. Au sud de la ville, la région de Khampa Dzong, était le siège d'un artisanat familial. À proximité de la colline de la forteresse, la fabrique de tapis redevient un centre de production de qualité. La fabrication se fait toujours à la main. Il est possible de visiter les ateliers.

## Patrimoine

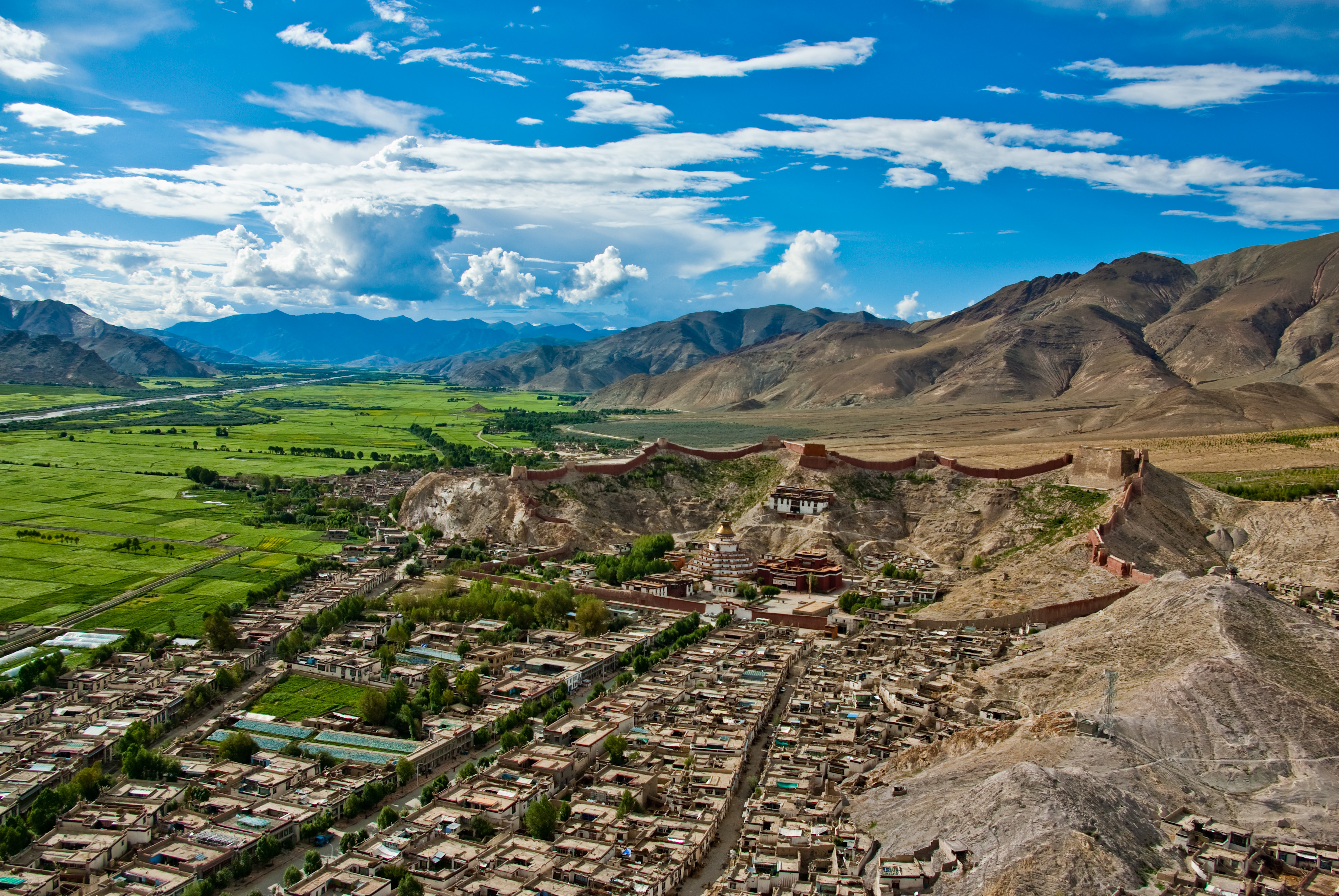
Le Monastère de Palcho vu depuis le dzong (2009)

### La forteresse ou dzong
Situé sur une éminence – le mont Dzongri – dans la partie sud la ville, le dzong de Gyantsé gardait au sud les accès par la rivière Yarlung Zangbo et par la route de Lhassa.
Il a subi des destructions sous les coups de l'artillerie de l'expédition de Francis Younghusband en 1904, puis à nouveau dans les années 1960.
À l'intérieur de la forteresse, se trouve un petit temple dédié au Bouddha Sakyamuni et orné de fresques en mauvais état, dont une peinture représentant Avalokiteshvara.

### Le musée
Il y a, au milieu de la forteresse, un musée de l'impérialisme britannique qui relate la bataille qui opposa les troupes tibétaines à celles de Francis Younghusband pendant l'Expédition militaire britannique au Tibet (1903–1904) ; également la reconstitution d'une ancienne perception, d'oubliettes, d'une chapelle et d'une chambre de torture.

### Le monastère de Palcho et le kumbum

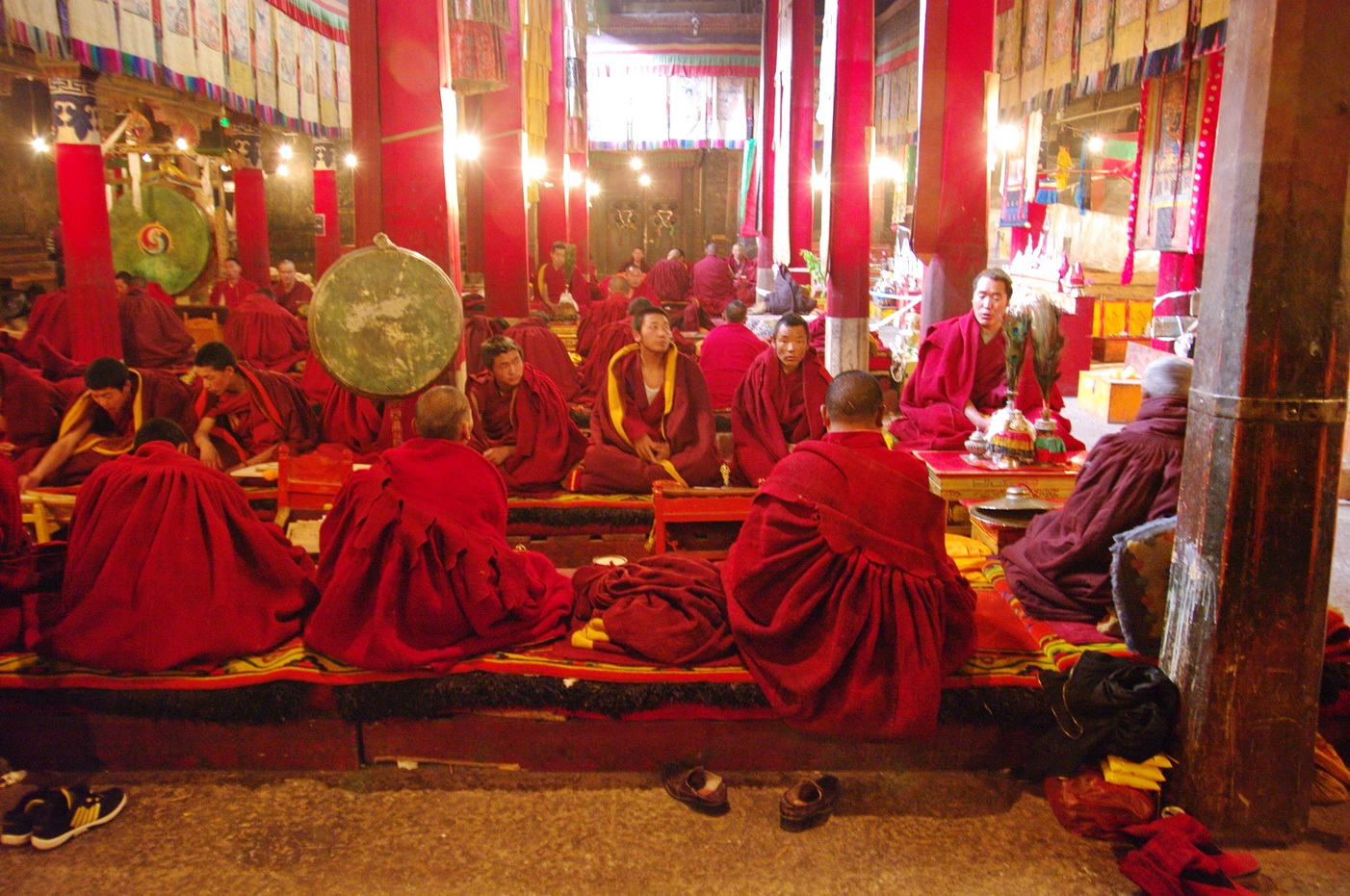
Cérémonie dans le monastère de Palcho en 2010

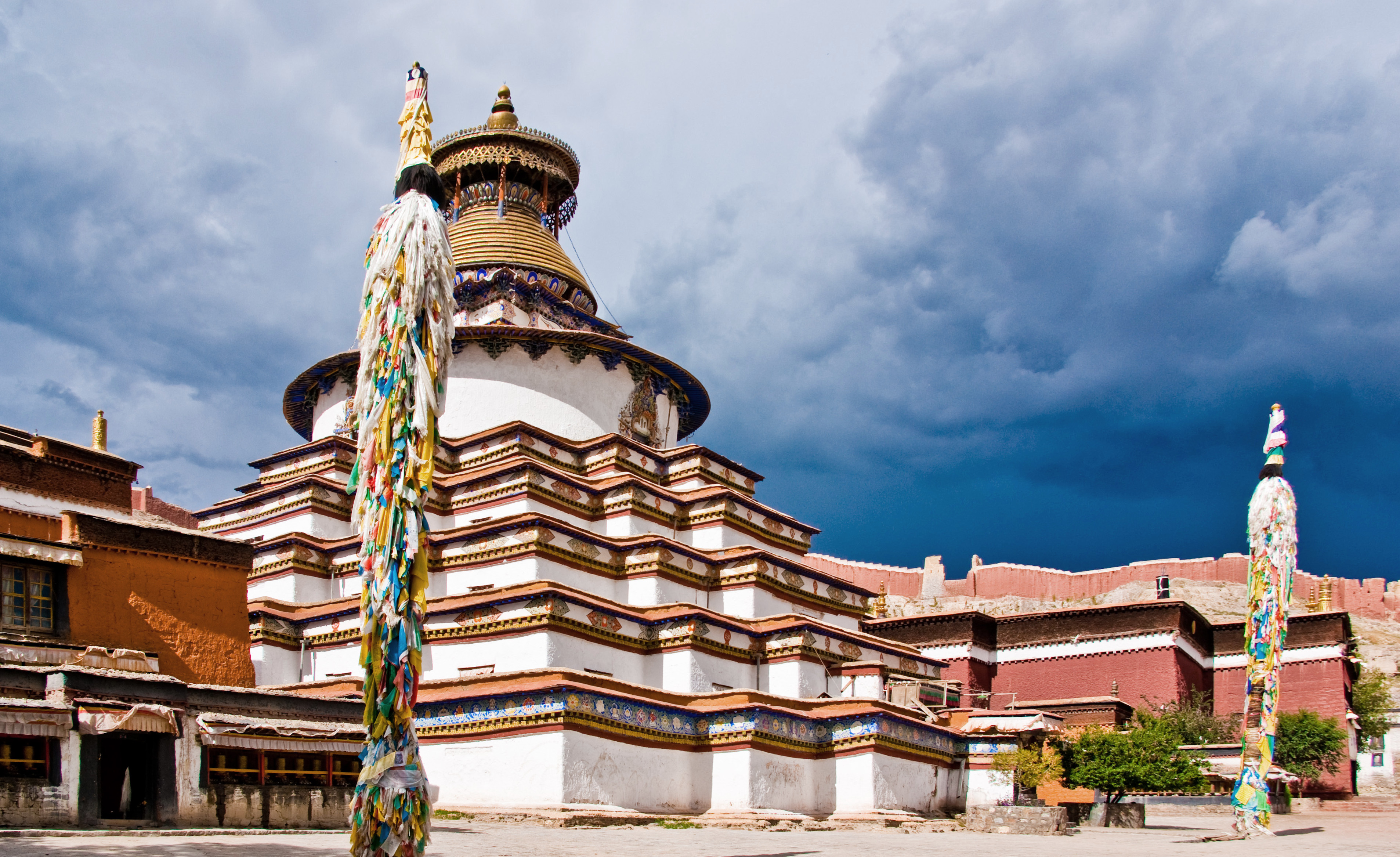
Le kumbum (2009)

À l’intérieur du mur d’enceinte, cohabitaient autrefois 16 collèges appartenant aux lignées Gelugpa, Sakyapa et Butonpa. En 2005, il ne restait qu’un collège sakyapa, transformé en maison, un collège bönpa, vide, et le monastère de Palcho ou Pelkor Chode.
Le monastère abrite le kumbum ou kombum (littéralement, 100 000 images), le plus grand chörten du Tibet. Construit en 1447 par Rabten Kunzang, prince de Gyantsé, il constituait un centre important de l'école Sakya du bouddhisme tibétain. Ce bâtiment en gradins contient 77 chapelles sur 6 étages, décorées de plus de 10 000 peintures murales, nombre d'entre elles démontrant une forte influence népalaise. Elles sont les dernières de ce type au Tibet. Sur ses quatre faces, les yeux des quatre Bouddhas témoignent que le kumbum est l’œuvre d’artistes newars venus du Népal. De nombreuses statues d'argile restaurées sont de moindre qualité artistique que les originaux détruits mais elles sont néanmoins spectaculaires,. Le chörten possède une tour dorée qui porte à son sommet un parasol en métal filigrané.
Dans l'angle nord-est de son enceinte, à flanc de colline, le monastère comporte en outre un haut mur à thangkas sur lequel sont suspendus, pendant les mois d'été, de grands thangka (peintures bouddhistes),.

### Le monument aux héros de la citadelle

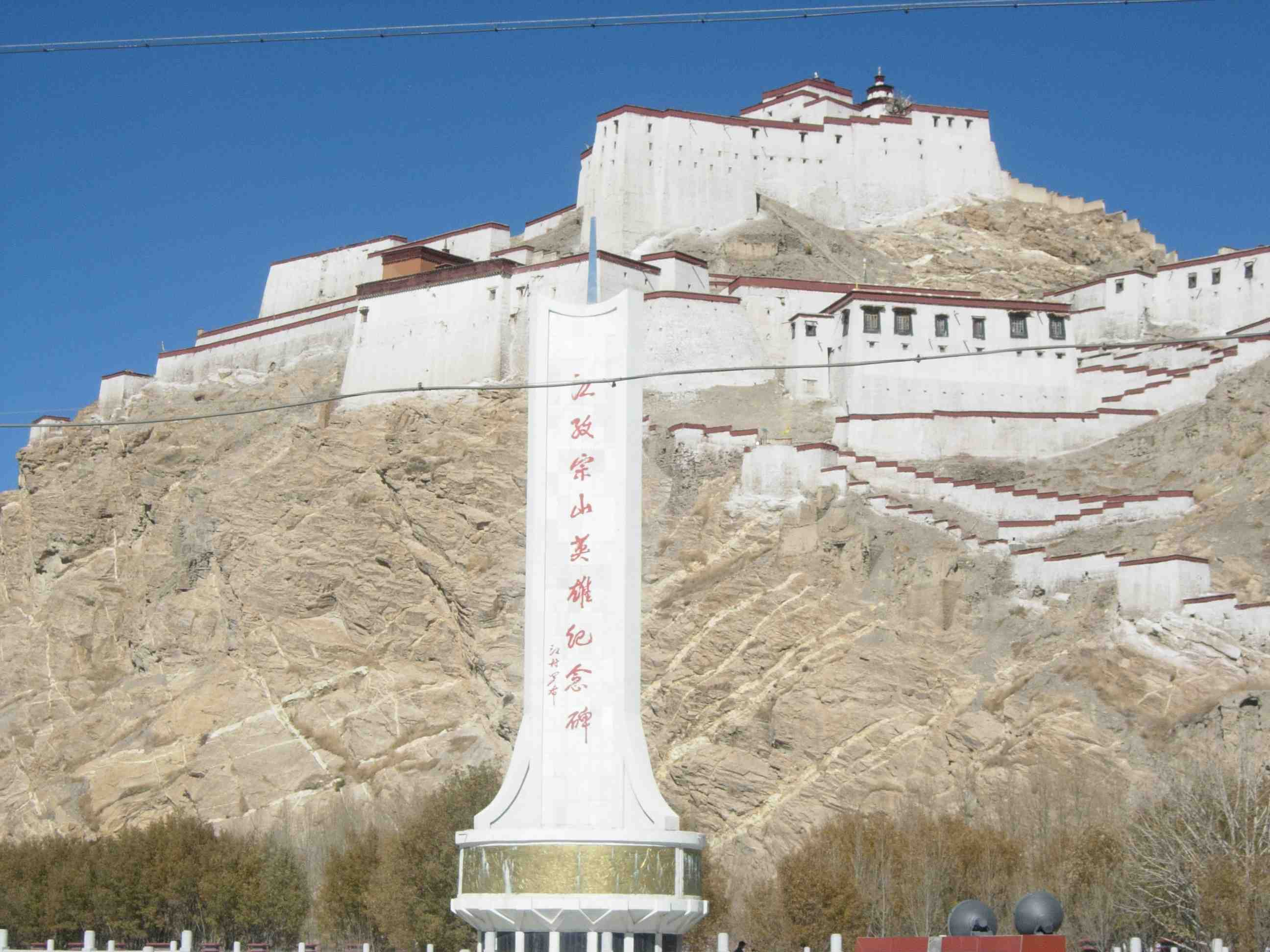
Le monument aux héros de la citadelle de Gyantsé (2005)

Il y a, en contrebas du fort, au milieu d'une esplanade, un obélisque à trois faces concaves, édifié à la fin des années 1990 en hommage aux combattants tibétains qui défendirent la ville contre le corps expéditionnaire britannique de Francis Younghusband. Construit en béton et recouvert de marbre, il repose sur une plateforme circulaire. Sur une des faces de l’obélisque, on lit l’inscription en anglais Gyantse Mount Dzong Monument to Heroes (« Monument aux héros de la citadelle de Gyantsé »), laquelle est répétée en chinois sur la deuxième face et en tibétain sur la troisième. Sur le pourtour de la  plateforme, courent trois bas-reliefs représentant des scènes de la bataille.

## Galeries

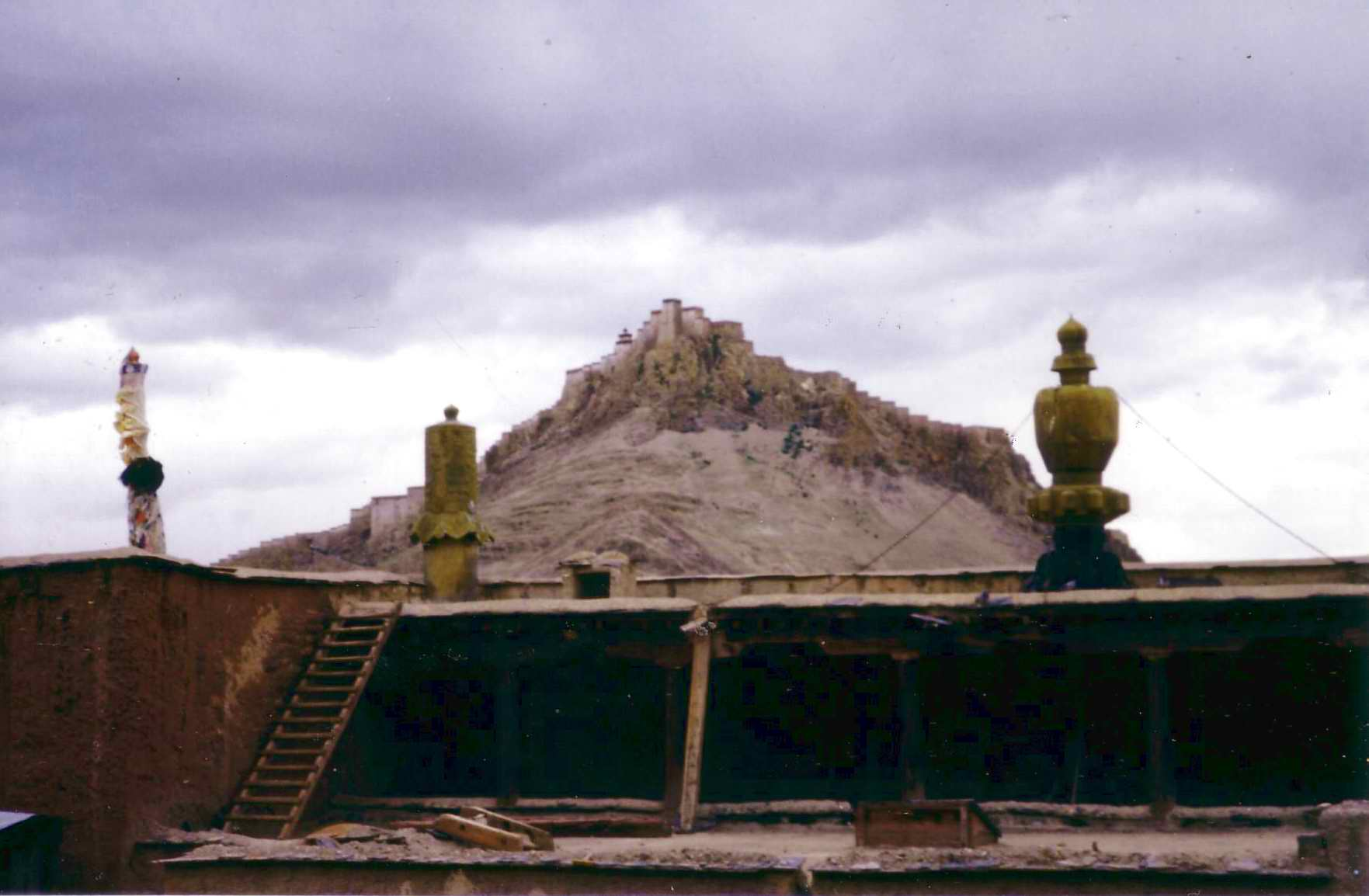
Le dzong vu depuis le toit du kumbum (1993)
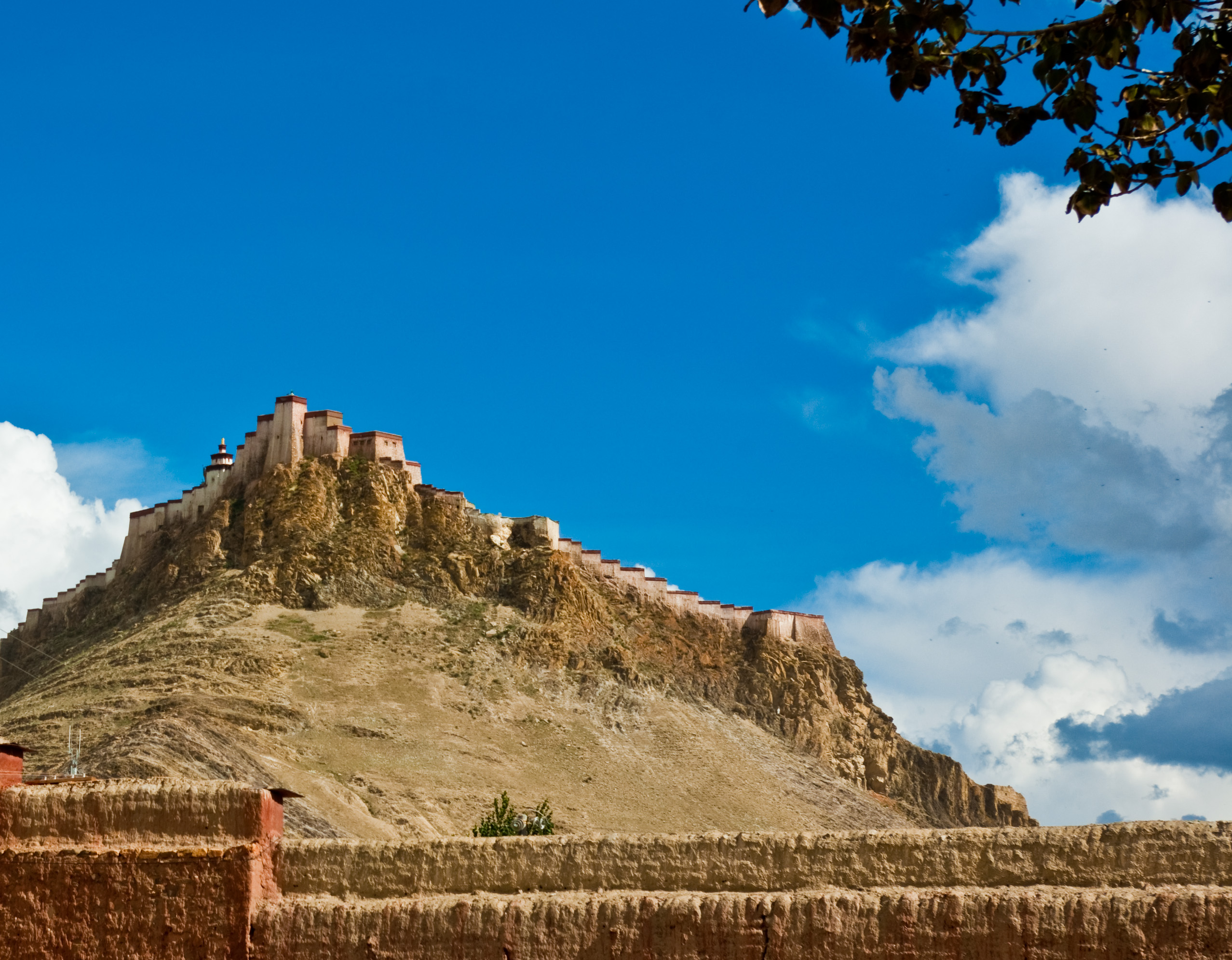
Les tours et les murailles se découpant sur la colline (2009)
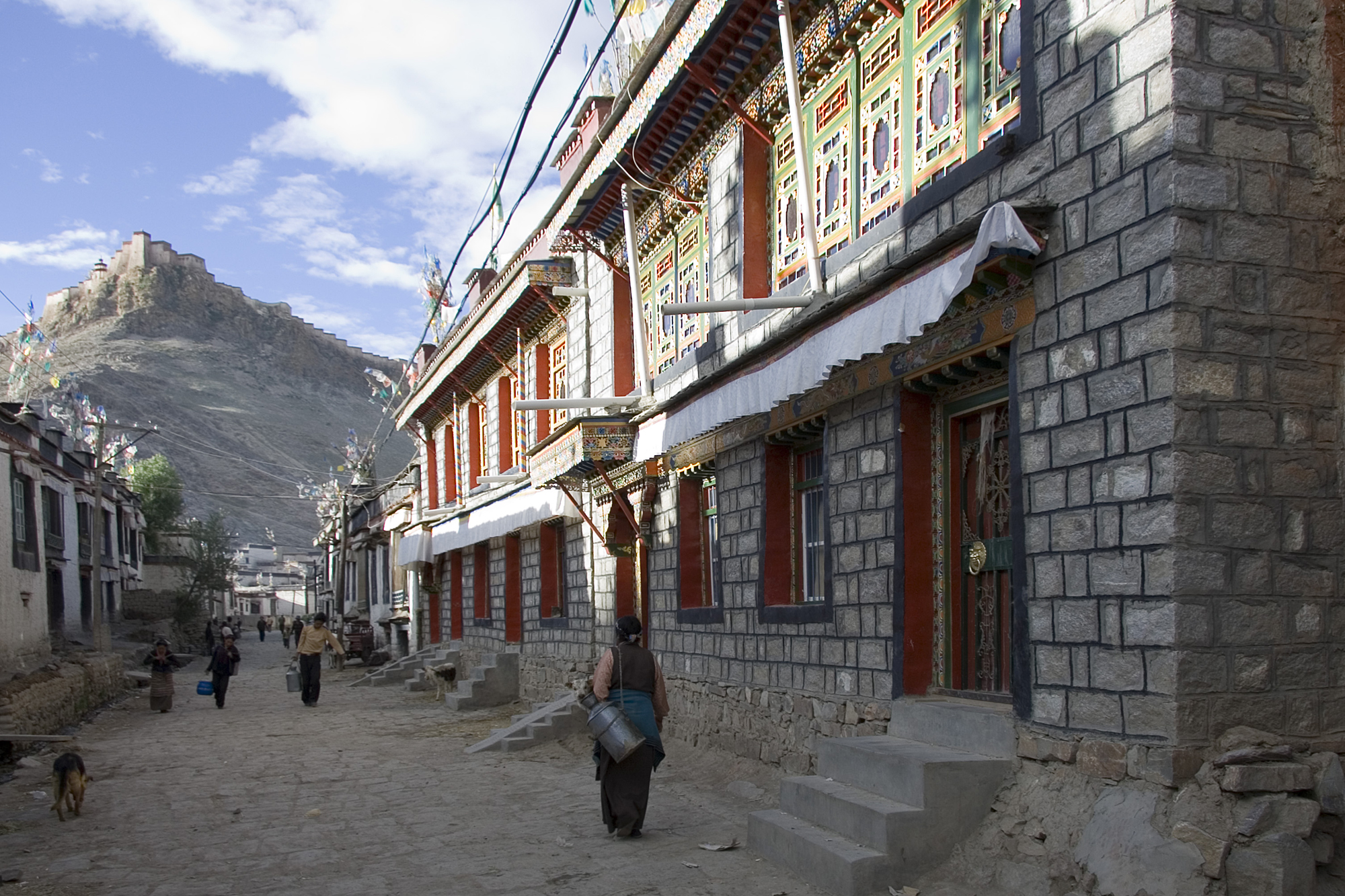
Une rue de la vieille ville (2006)
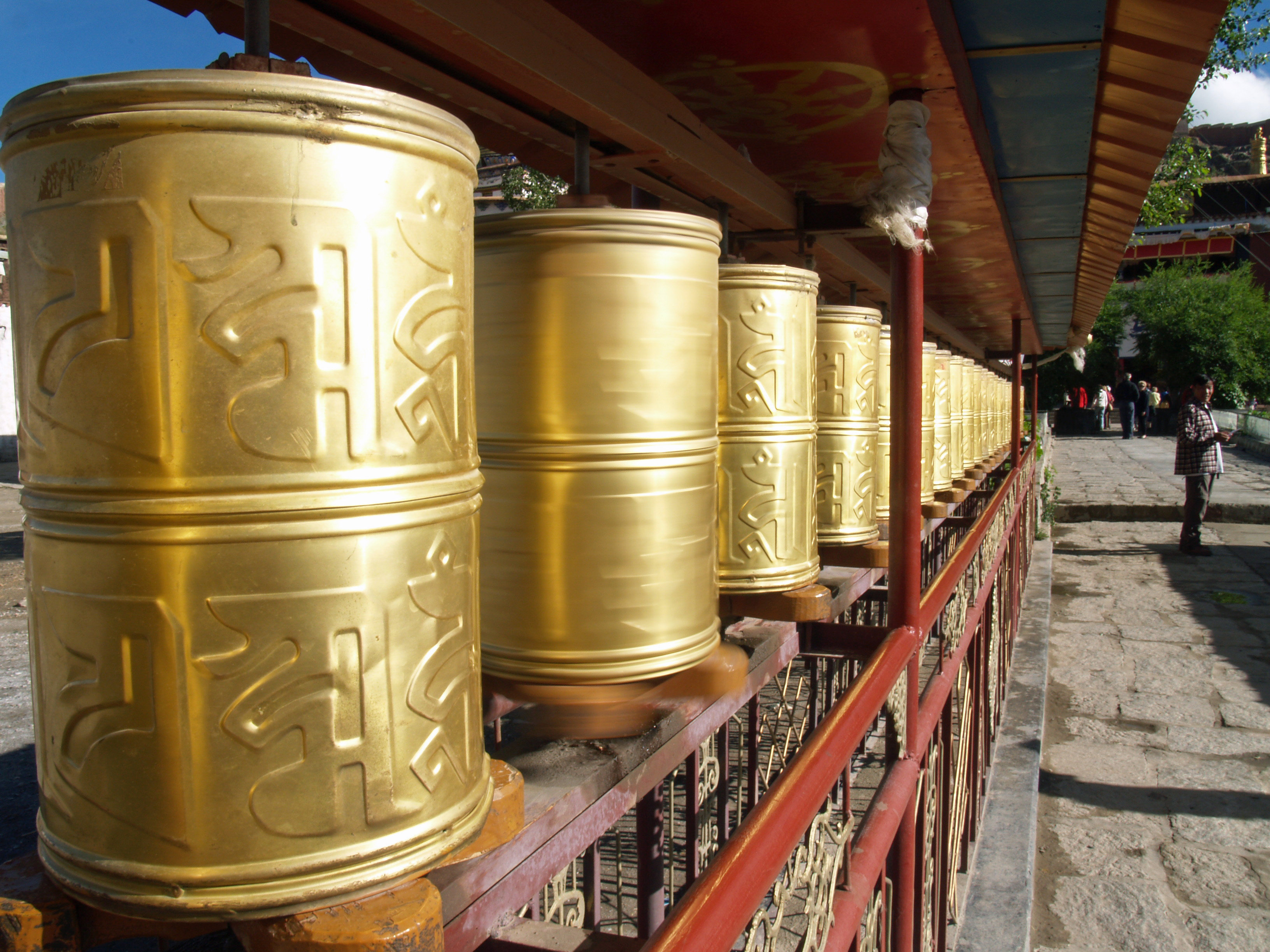
Moulins à prières (2007)

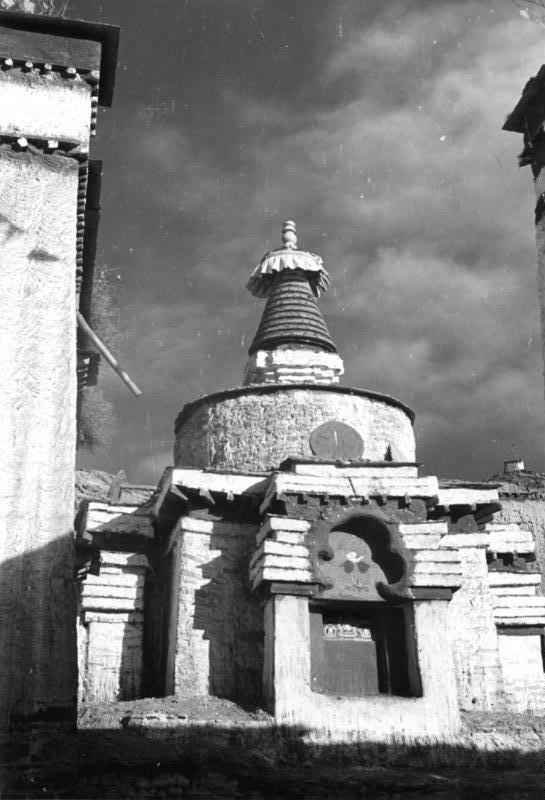
Petit chorten (1938)
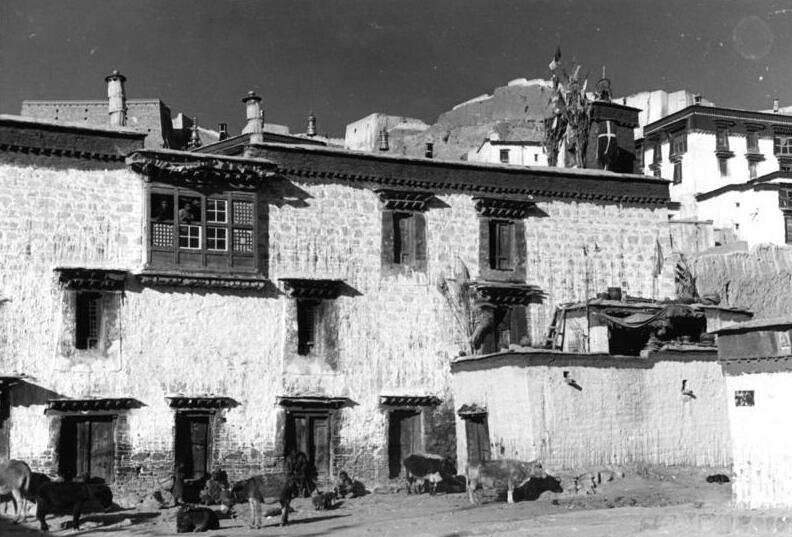
Bâtiment (1938)
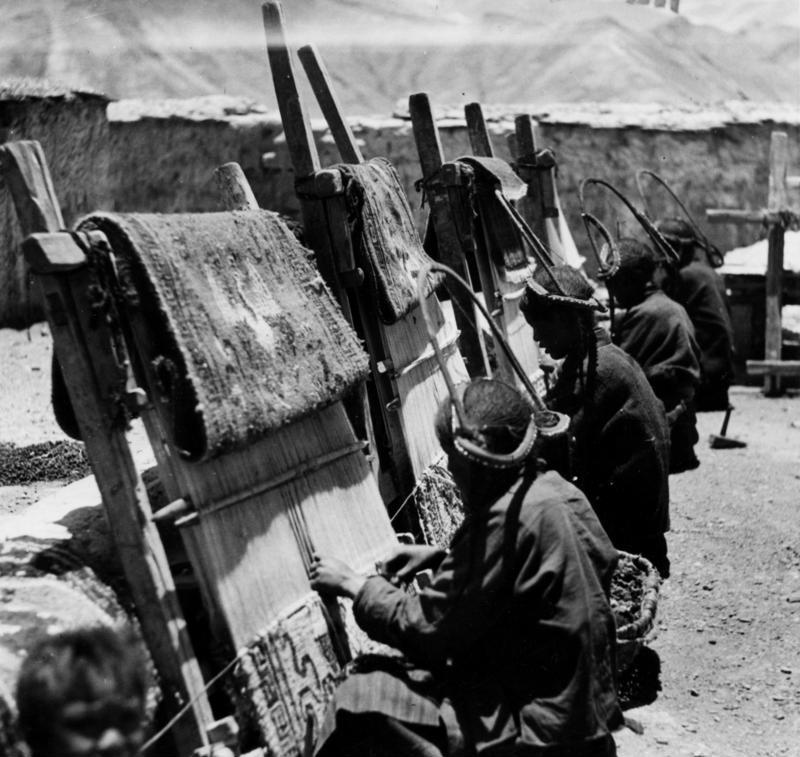
Tisseuses à la coiffure élaborée (1938)
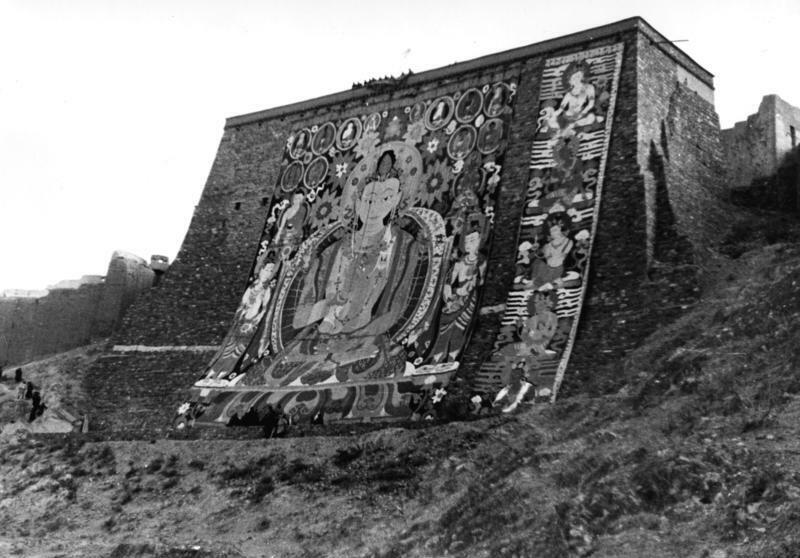
Mur à thangka pendant une fête (1938)

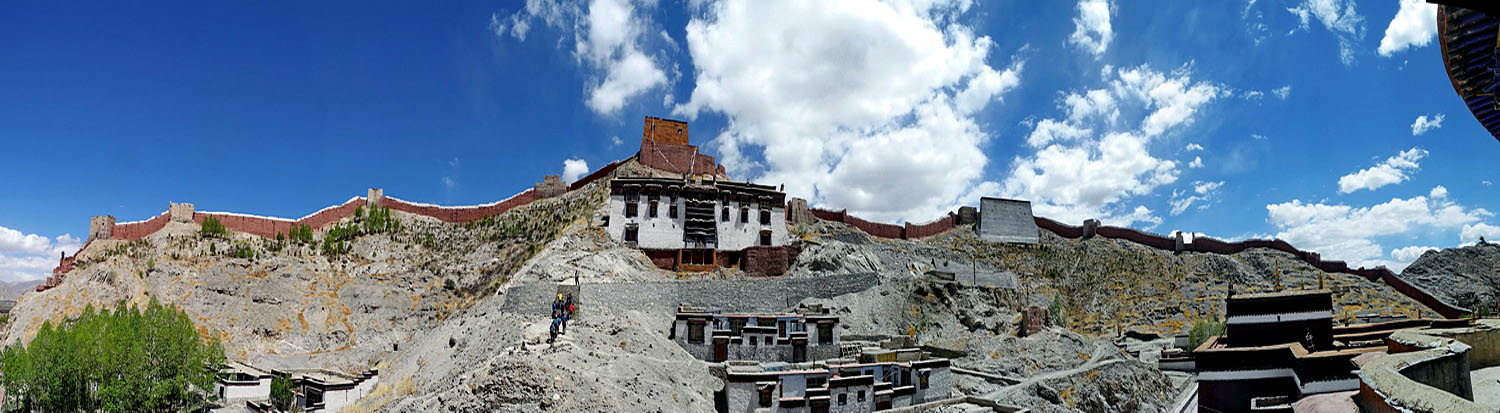
Monastère du Pekor Chode (2012)
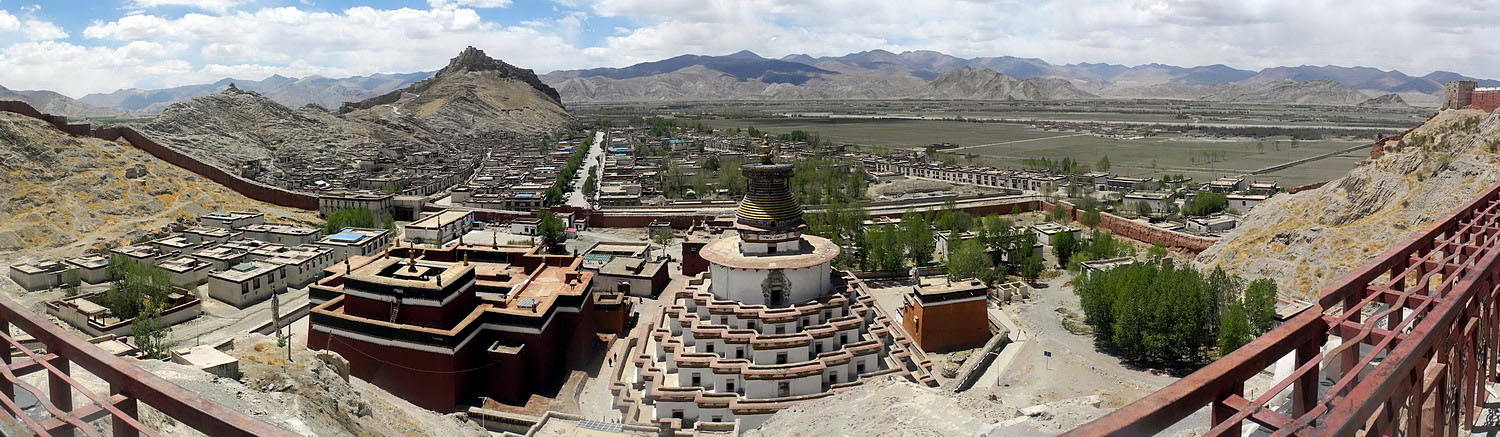
Monastère du Pekor Chode (2012)
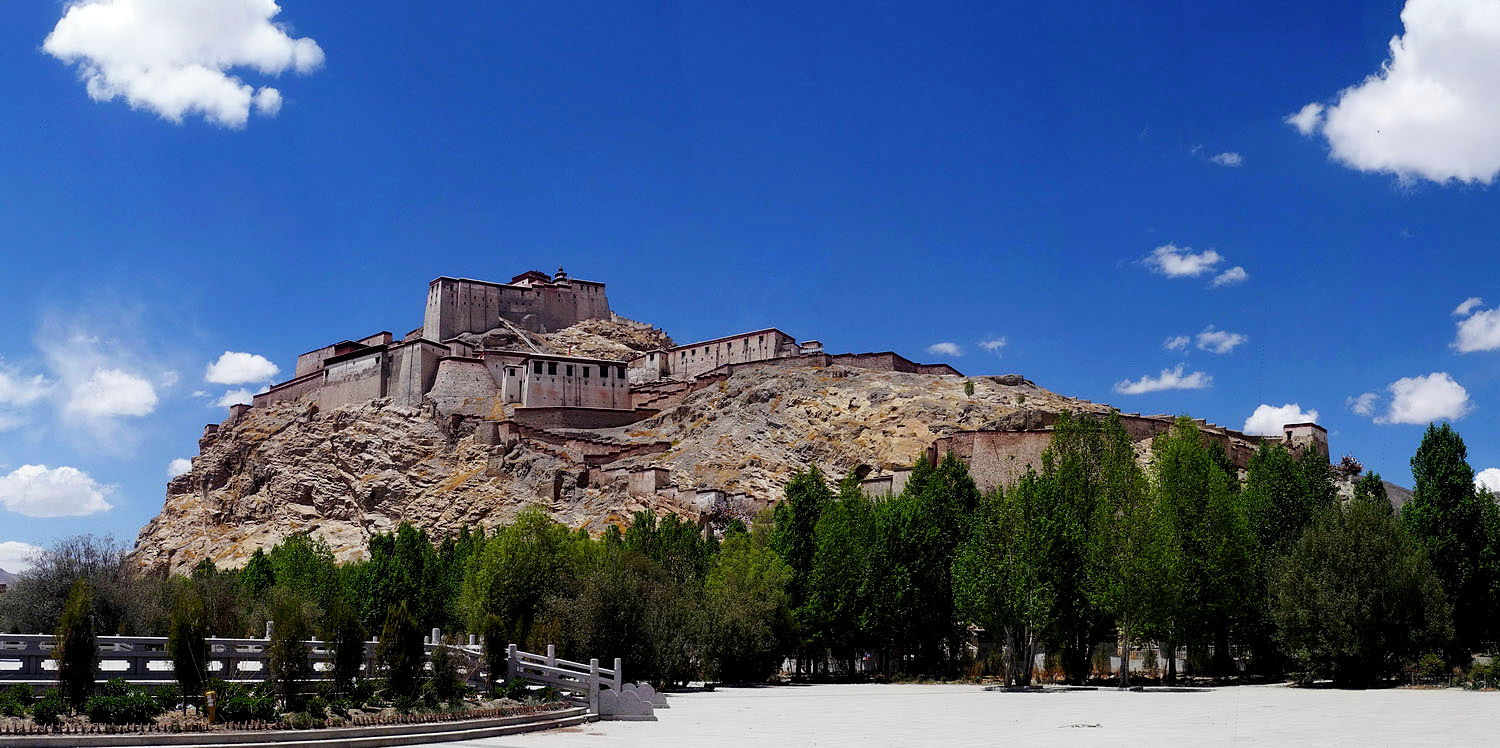
Le dzong (citadelle)